# Argestoides prehensilis
Argestoides prehensilis is een eenoogkreeftjessoort uit de familie van de Argestidae. De wetenschappelijke naam van de soort is voor het eerst geldig gepubliceerd in 1998 door Huys & Conroy-Dalton.